# Уэбб, Логан
Логан Ти Уэбб (англ. Logan T. Webb; 18 ноября 1996, Роклин, Калифорния) — американский бейсболист, питчер клуба Главной лиги бейсбола «Сан-Франциско Джайентс».

## Биография
Логан Уэбб родился 18 ноября 1996 года в Роклине в штате Калифорния. Там же он учился в старшей школе, играл в составе её бейсбольной команды. К моменту выпуска скорость фастбола Уэбба превышала 90 миль в час. После окончания школы он намеревался продолжить образование в Калифорнийском политехническом университете. В 2014 году на драфте Главной лиги бейсбола его в четвёртом раунде выбрал клуб «Сан-Франциско Джайентс». В июле 2014 года Уэбб подписал контракт, приняв решение начать профессиональную спортивную карьеру. Сумма бонуса игроку при заключении соглашения составила 600 тысяч долларов.
В профессиональном бейсболе Уэбб дебютировал в 2014 году в фарм-команде Джайентс из Аризонской лиги для новичков. В последующие два сезона он выступал за «Сейлем-Кейзер Волканос» и «Огасту Грин Джэкетс». В июне 2016 года он перенёс операцию во восстановлению связок локтя, после чего не играл около года. На поле Уэбб вернулся в 2017 году, сыграв за «Волканос» в 15 матчах чемпионата с пропускаемостью 2,89. Обратно в стартовую ротацию тренерский штаб команды перевёл его в сезоне 2018 года, при этом ограничивая количество проведённых им иннингов. Суммарно он сыграл 27 матчей за «Сан-Хосе Джайентс» и «Ричмонд Флайин Сквиррелс», проведя на поле 104 2/3 иннинга и сделав 100 страйкаутов. В ноябре Уэбб был включён в расширенный состав «Сан-Франциско».
Перед стартом чемпионата 2019 года Уэбб занимал пятое место в рейтинге лучших молодых игроков системы «Джайентс». Сезон он начал в составе «Ричмонда», проведя пять матчей с пропускаемостью 2,00. В мае его дисквалифицировали на 80 матчей после положительного теста на запрещённые препараты, сам он свою вину отрицал. После отбытия наказания Уэбб сыграл в семи матчах в младших лигах, а в августе впервые был вызван в основной состав «Джайентс» и дебютировал в Главной лиге бейсбола. До конца регулярного чемпионата он провёл на поле 39 2/3 иннингов с показателем ERA 5,22. В сокращённом из-за пандемии COVID-19 сезоне 2020 года Уэбб сыграл 13 матчей с пропускаемостью 5,47, сделав 46 страйкаутов при 24 уоках.
Чемпионат 2021 года стал прорывным для карьеры Уэбба. Во второй его половине он закрепил за собой статус лучшего питчера «Джайентс», в последних 20 своих матчах играя с пропускаемостью 2,40. Команда при этом закончила регулярный сезон со 107 победами, установив новый рекорд клуба. В Дивизионной серии плей-офф «Сан-Франциско» уступили «Лос-Анджелес Доджерс» в пяти матчах, но Уэбб в двух своих стартах провёл на поле 14 2/3 иннингов, сделав 17 страйкаутов и пропустив всего один ран.